# Podeni, Vaslui
Podeni este un sat în comuna Vulturești din județul Vaslui, Moldova, România. Se află în partea de nord a județului,  în Podișul Central Moldovenesc. La recensământul din 2002 avea o populație de 15 locuitori.